# Elecciones al Parlamento de las Islas Baleares de 2003
Las Elecciones al Parlamento de las Islas Baleares de 2003 se celebraron día 25 de mayo, junto con las elecciones municipales. 
Se afrontaban con el Pacto de Progreso al Gobierno y el PP a la oposición. 
En Menorca, Esquerra Unida y Els Verds concurrían por separado. En Ibiza, PSIB-PSOE, ENE, Esquerra Unida e Esquerra Republicana de Catalunya se presentaron bajo las siglas del Pacto Progresista de Ibiza, con Pilar Cuesta como cabeza de cartel, mientras que Los Verdes de Ibiza se presentaron por separado con Joan Buades, que ya se había desmarcado del gobierno ibicenco y balear. En Formentera sólo había dos listas, la de la COP y la de la AIPF, la marca en la isla del PP.

## Resultados
A continuación se reflejan los resultados a nivel autonómico por cada una de las candidaturas presentadas
| ← Elecciones al Parlamento de las Islas Baleares de 2003 → |                                                             |                       |         |       |         |     |
| Presidente y gobierno | Partido                                                     | Candidato             | Votos   | %     | Escaños | +/- |
| - Presidente: Jaume Matas - Gobierno: PP - Censo: 682.857 - Votantes: 427.558 (63,46%) - Abstención: 246.140 (36,54%) - Válidos: 424.776 (99,35%) - A candidatura: 417.671 (98,33%) | Partido Popular (PP)                                        | Jaume Matas           | 189.786 | 45,44 | 29      | +1  |
| - Presidente: Jaume Matas - Gobierno: PP - Censo: 682.857 - Votantes: 427.558 (63,46%) - Abstención: 246.140 (36,54%) - Válidos: 424.776 (99,35%) - A candidatura: 417.671 (98,33%) | Partido Socialista Obrero Español (PSOE)                    | Francesc Antich       | 104.543 | 25,03 | 15      | +2  |
| - Presidente: Jaume Matas - Gobierno: PP - Censo: 682.857 - Votantes: 427.558 (63,46%) - Abstención: 246.140 (36,54%) - Válidos: 424.776 (99,35%) - A candidatura: 417.671 (98,33%) | Pacte Progressista d'Eivissa (PACTE)                        | Pilar Costa           | 15.481  | 3,71  | 5       | -1  |
| - Presidente: Jaume Matas - Gobierno: PP - Censo: 682.857 - Votantes: 427.558 (63,46%) - Abstención: 246.140 (36,54%) - Válidos: 424.776 (99,35%) - A candidatura: 417.671 (98,33%) | PSM-Entesa Nacionalista (PSM-EN)                            | Pere Sampol           | 33.911  | 8,12  | 4       | -1  |
| - Presidente: Jaume Matas - Gobierno: PP - Censo: 682.857 - Votantes: 427.558 (63,46%) - Abstención: 246.140 (36,54%) - Válidos: 424.776 (99,35%) - A candidatura: 417.671 (98,33%) | Unió Mallorquina (UM)                                       | Maria Antònia Munar   | 31.681  | 7,59  | 3       | =   |
| - Presidente: Jaume Matas - Gobierno: PP - Censo: 682.857 - Votantes: 427.558 (63,46%) - Abstención: 246.140 (36,54%) - Válidos: 424.776 (99,35%) - A candidatura: 417.671 (98,33%) | Esquerra Unida-Els Verds (EU-EV)                            | Margalida Rosselló    | 18.963  | 4,54  | 2       | =   |
| - Presidente: Jaume Matas - Gobierno: PP - Censo: 682.857 - Votantes: 427.558 (63,46%) - Abstención: 246.140 (36,54%) - Válidos: 424.776 (99,35%) - A candidatura: 417.671 (98,33%) | Agrupació Independent Popular de Formentera (AIPF)          | José Miguel F. Mayans | 1.626   | 0,39  | 1       | +1  |
| - Presidente: Jaume Matas - Gobierno: PP - Censo: 682.857 - Votantes: 427.558 (63,46%) - Abstención: 246.140 (36,54%) - Válidos: 424.776 (99,35%) - A candidatura: 417.671 (98,33%) | Agrupación Social Independiente (ASI)                       |                       | 6.717   | 1,61  | 0       |     |
| - Presidente: Jaume Matas - Gobierno: PP - Censo: 682.857 - Votantes: 427.558 (63,46%) - Abstención: 246.140 (36,54%) - Válidos: 424.776 (99,35%) - A candidatura: 417.671 (98,33%) | Clau de Mallorca (CM)                                       |                       | 2.998   | 0,72  | 0       |     |
| - Presidente: Jaume Matas - Gobierno: PP - Censo: 682.857 - Votantes: 427.558 (63,46%) - Abstención: 246.140 (36,54%) - Válidos: 424.776 (99,35%) - A candidatura: 417.671 (98,33%) | Esquerra Unida-Esquerra de Menorca (EU-EM)                  |                       | 1.744   | 0,42  | 0       | -1  |
| - Presidente: Jaume Matas - Gobierno: PP - Censo: 682.857 - Votantes: 427.558 (63,46%) - Abstención: 246.140 (36,54%) - Válidos: 424.776 (99,35%) - A candidatura: 417.671 (98,33%) | Los Verdes de Ibiza (EVdE)                                  |                       | 1.344   | 0,32  | 0       |     |
| - Presidente: Jaume Matas - Gobierno: PP - Censo: 682.857 - Votantes: 427.558 (63,46%) - Abstención: 246.140 (36,54%) - Válidos: 424.776 (99,35%) - A candidatura: 417.671 (98,33%) | Esquerra Republicana de Catalunya (ERC)                     |                       | 1.304   | 0,31  | 0       |     |
| - Presidente: Jaume Matas - Gobierno: PP - Censo: 682.857 - Votantes: 427.558 (63,46%) - Abstención: 246.140 (36,54%) - Válidos: 424.776 (99,35%) - A candidatura: 417.671 (98,33%) | Coalició d'Organitzacions Progressistes de Formentera (COP) |                       | 1.284   | 0,31  | 0       | -1  |
| - Presidente: Jaume Matas - Gobierno: PP - Censo: 682.857 - Votantes: 427.558 (63,46%) - Abstención: 246.140 (36,54%) - Válidos: 424.776 (99,35%) - A candidatura: 417.671 (98,33%) | Partido Renovador de las Islas Baleares (PRIB)              |                       | 1.145   | 0,27  | 0       |     |
| - Presidente: Jaume Matas - Gobierno: PP - Censo: 682.857 - Votantes: 427.558 (63,46%) - Abstención: 246.140 (36,54%) - Válidos: 424.776 (99,35%) - A candidatura: 417.671 (98,33%) | Unió de Centristes de Menorca (UCM)                         |                       | 1.121   | 0,27  | 0       |     |
| - Presidente: Jaume Matas - Gobierno: PP - Censo: 682.857 - Votantes: 427.558 (63,46%) - Abstención: 246.140 (36,54%) - Válidos: 424.776 (99,35%) - A candidatura: 417.671 (98,33%) | Els Verds de Menorca (EVMe)                                 |                       | 1.085   | 0,26  | 0       |     |
| - Presidente: Jaume Matas - Gobierno: PP - Censo: 682.857 - Votantes: 427.558 (63,46%) - Abstención: 246.140 (36,54%) - Válidos: 424.776 (99,35%) - A candidatura: 417.671 (98,33%) | Unión Cívica (UC)                                           |                       | 727     | 0,17  | 0       |     |
| - Presidente: Jaume Matas - Gobierno: PP - Censo: 682.857 - Votantes: 427.558 (63,46%) - Abstención: 246.140 (36,54%) - Válidos: 424.776 (99,35%) - A candidatura: 417.671 (98,33%) | Partit Menorquí (PMQ)                                       |                       | 561     | 0,13  | 0       |     |
| - Presidente: Jaume Matas - Gobierno: PP - Censo: 682.857 - Votantes: 427.558 (63,46%) - Abstención: 246.140 (36,54%) - Válidos: 424.776 (99,35%) - A candidatura: 417.671 (98,33%) | Ciudadanos en Blanco (CenB)                                 |                       | 414     | 0,10  | 0       |     |
| - Presidente: Jaume Matas - Gobierno: PP - Censo: 682.857 - Votantes: 427.558 (63,46%) - Abstención: 246.140 (36,54%) - Válidos: 424.776 (99,35%) - A candidatura: 417.671 (98,33%) | Coalició Treballadors per la Democracia (PRIB)              |                       | 414     | 0,10  | 0       |     |
| - Presidente: Jaume Matas - Gobierno: PP - Censo: 682.857 - Votantes: 427.558 (63,46%) - Abstención: 246.140 (36,54%) - Válidos: 424.776 (99,35%) - A candidatura: 417.671 (98,33%) | Grupo Verde Europeo (GVE)                                   |                       | 371     | 0,09  | 0       |     |
| - Presidente: Jaume Matas - Gobierno: PP - Censo: 682.857 - Votantes: 427.558 (63,46%) - Abstención: 246.140 (36,54%) - Válidos: 424.776 (99,35%) - A candidatura: 417.671 (98,33%) | Partido Renovador de Ibiza y Formentera (PREF)              |                       | 321     | 0,08  | 0       |     |
| - Presidente: Jaume Matas - Gobierno: PP - Censo: 682.857 - Votantes: 427.558 (63,46%) - Abstención: 246.140 (36,54%) - Válidos: 424.776 (99,35%) - A candidatura: 417.671 (98,33%) | Unión del Pueblo Balear (UPB)                               |                       | 130     | 0,03  | 0       |     |
| - Presidente: Jaume Matas - Gobierno: PP - Censo: 682.857 - Votantes: 427.558 (63,46%) - Abstención: 246.140 (36,54%) - Válidos: 424.776 (99,35%) - A candidatura: 417.671 (98,33%) | En blanco                                                   | N/A                   | 7.105   | 1,67  | N/A     | N/A |

## Resultados por circunscripciones

### Mallorca
| ← Elecciones al Parlamento de las Islas Baleares, Mallorca → |         |       |         |      |
| Circunscripción de Mallorca (33 escaños)                     |         |       |         |      |
| Partido                                                      | Votos   | %     | Escaños | Dif. |
| Partido Popular (PP)                                         | 155.641 | 45,01 | 16      | =    |
| Partido Socialista de las Islas Baleares-PSOE (PSIB-PSOE)    | 90.998  | 26,32 | 9       | +1   |
| Unió Mallorquina (UM)                                        | 31.781  | 9,19  | 3       | =    |
| Partit Socialista de Mallorca (PSM-EN)                       | 30.964  | 8,95  | 3       | -1   |
| Esquerra Unida-Els Verds (EU-EV)                             | 19.050  | 5,51  | 2       | =    |
| Agrupación Social Independiente (ASI)                        | 5.751   | 1,66  |         |      |
| Clau de Mallorca (CLAU)                                      | 3.030   | 0,88  |         |      |
| Esquerra Republicana de Catalunya (ERC)                      | 1.667   | 0,48  |         |      |
| Partido Renovador de las Islas Baleares (PRIB)               | 1.031   | 0,30  |         |      |
| Coalició Treballadors per la Democràcia (TPD)                | 438     | 0,13  |         |      |
| Votos en blanco                                              | 5.440   | 1,57  |         |      |

### Menorca
| ← Elecciones al Parlamento de les Illes Balears, Menorca → |        |      |         |      |
| Circunscripción de Menorca (13 escaños)                    |        |      |         |      |
| Partido                                                    | Votos  | %    | Escaños | Dif. |
| Partido Popular (PP)                                       | 14.253 | 39,1 | 6       | =    |
| Partido Socialista de las Islas Baleares-PSOE (PSIB-PSOE)  | 13.616 | 37,3 | 6       | +1   |
| Partit Socialista de Menorca (PSM-EN)                      | 2.956  | 8,1  | 1       | =    |
| Esquerra de Menorca-Esquerra Unida (EM-EU)                 | 1.747  | 4,8  |         | -1   |
| Unión Cívica (UC)                                          | 1.129  | 3,1  |         |      |
| Els Verds de Menorca (EV-ME)                               | 1.081  | 3,0  |         |      |
| Partit Menorquí (PMQ)                                      | 566    | 1,6  |         |      |
| Ciudadanos en Blanco (CB)                                  | 416    | 1,1  |         |      |
| Unión del Pueblo Balear (UPB)                              | 130    | 0,4  |         |      |
| Votos en blanco                                            | 574    | 1,6  |         |      |

### Ibiza
| ← Elecciones al Parlamento de las Islas Baleares, Ibiza → |        |      |         |      |
| Circunscripción de Ibiza (12 escaños)                     |        |      |         |      |
| Partido                                                   | Votos  | %    | Escaños | Dif. |
| Partido Popular (PP)                                      | 20.668 | 50,4 | 7       | +1   |
| Pacto Progresista de Ibiza (PACTO)                        | 15.513 | 37,8 | 5       | -1   |
| Los Verdes de Ibiza (EV-EIV)                              | 1.330  | 3,2  |         |      |
| Agrupación Social Independiente (ASI)                     | 956    | 2,3  |         |      |
| Unión Cívica (UC)                                         | 751    | 1,8  |         |      |
| Grupo Verde Europeo (GVE)                                 | 373    | 0,9  |         |      |
| Partido Renovador de Ibiza y Formentera (PREF)            | 335    | 0,8  |         |      |
| Partido Renovador de las Islas Baleares (PRIB)            | 131    | 0,3  |         |      |
| Votos en blanco                                           | 939    | 2,3  |         |      |

### Formentera
| ← Elecciones al Parlamento de las Islas Baleares, Formentera → |       |      |         |      |
| Circunscripción de Formentera (1 escaño)                       |       |      |         |      |
| Partido                                                        | Votos | %    | Escaños | Dif. |
| Agrupació Independent Popular de Formentera (AIPF)             | 1.647 | 53,4 | 1       | +1   |
| Coalició d'Organitzacions Progressistes de Formentera (COP)    | 1.298 | 42,1 |         | -1   |
| Votos en blanco                                                | 140   | 4,5  |         |      |

## Investidura del presidente de las Islas
| Candidato                                                   | Fecha                                                   | Voto  |    |    | UM | PSM |   | Total |
| ----------------------------------------------------------- | ------------------------------------------------------- | ----- | -- | -- | -- | --- | - | ----- |
| Jaume Matas (PP)                                            | 26 de junio de 2003 Mayoría requerida: Absoluta (30/59) | Sí    | 30 |    | 3  |     |   | 33/59 |
| Jaume Matas (PP)                                            | 26 de junio de 2003 Mayoría requerida: Absoluta (30/59) | No    |    | 22 |    | 2   | 1 | 25/59 |
| Jaume Matas (PP)                                            | 26 de junio de 2003 Mayoría requerida: Absoluta (30/59) | Abst. |    |    |    |     |   | 0/59  |
| Faltó a la votación un diputado de PSM-Entesa Nacionalista. |                                                         |       |    |    |    |     |   |       |